# Scopoides tlacolula
Espèce
Synonymes
- Scopodes tlacolula Platnick & Shadab, 1976

Scopoides tlacolula est une espèce d'araignées aranéomorphes de la famille des Gnaphosidae.

## Distribution
Cette espèce est endémique d'Oaxaca au Mexique,. Elle se rencontre à Tlacolula de Matamoros.

## Description
La femelle holotype mesure 7,31 mm. 

## Étymologie
Son nom d'espèce lui a été donné en référence au lieu de sa découverte, Tlacolula de Matamoros.

## Publication originale
- Platnick & Shadab, 1976 : A revision of the spider genera Rachodrassus, Sosticus, and Scopodes (Araneae, Gnaphosidae) in North America. American Museum novitates, no 2594, p. 1-33 (texte intégral).